# Michał Kazimierz Jamont Pollewicz
Michał Kazimierz Jamont Pollewicz herbu Hipocentaurus (zm. 11 maja 1696 roku) – surogator grodzki lidzki w 1695 roku, podsędek lidzki w 1694 roku, wojski lidzki w 1690/1693 roku, skarbny litewski w latach 1690-1694, pisarz skarbowy Wielkiego Księstwa Litewskiego w 1683 roku, pisarz grodzki lidzki w latach 1671-1694, skarbnik trocki w latach 1669-1690.
Jako poseł na sejm konwokacyjny 1674 roku z powiatu lidzkiego był członkiem konfederacji generalnej zawiązanej 15 stycznia 1674 roku na tym sejmie.